# Villenkolonie Großhadern

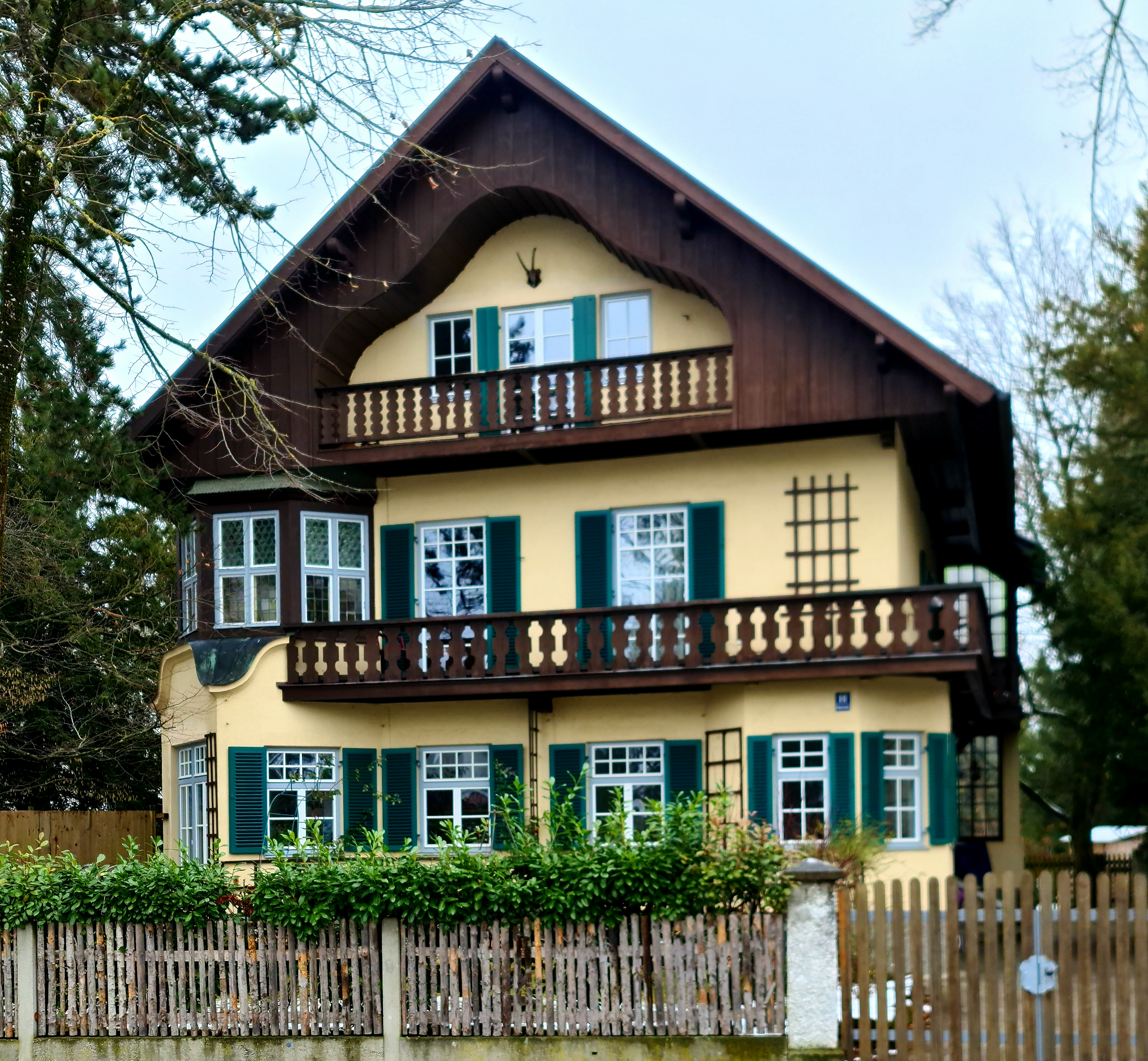
Die Landhausvilla Pfingstrosenstraße 14 in der Villenkolonie

Das Münchner Stadtviertel Villenkolonie Großhadern im Osten des Stadtbezirks Hadern ist als erste reine Wohnsiedlung auf dem Gebiet der ehemaligen Gemeinde Hadern in der zweiten Hälfte der 1900er bis zu Beginn der 1920er Jahre entstanden.

## Geschichte

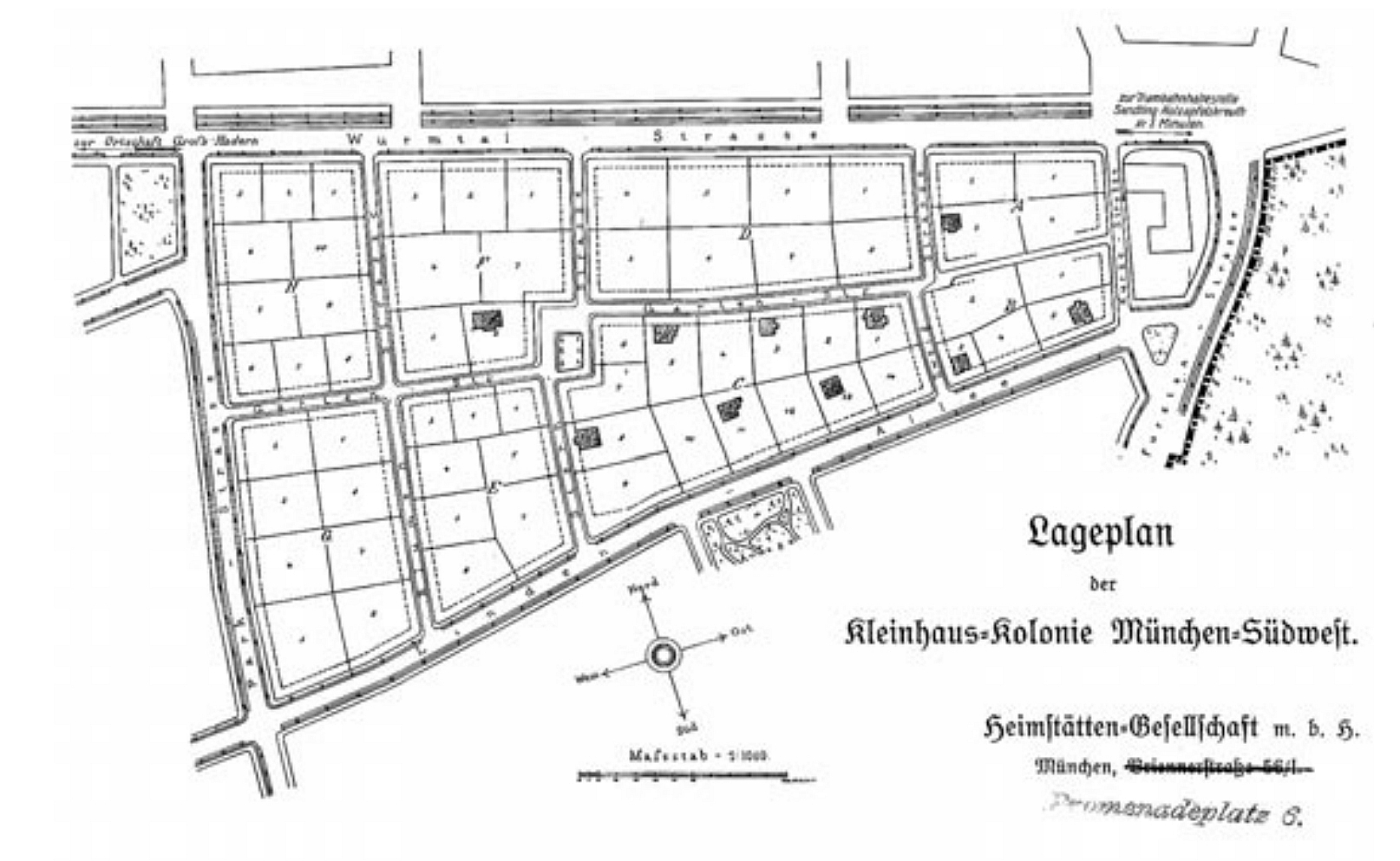
Bebauungsplan von 1910

1898 erwarb die Heilmann’sche Immobilien-Gesellschaft das Gut Holzapfelkreuth und weitere Gebiete in der Gemeinde Hadern, um neue Baugebiete zu erschließen. Einen Teil davon verkaufte sie der Stadt München, die den 1907 eröffneten Waldfriedhof darauf errichtete. Im Rahmen der Bauplanungen für die Gartenstadt Süd-West (wie die Villenkolonie anfänglich beworben wurde) und die gleichzeitig entstandene Gartensiedlung Holzapfelkreuth wurden die heutige Waldfriedhof- und Würmtalstraße als Abzweig von der Verbindungsstraße von München-Sendling über Forstenried nach Starnberg angelegt und mit ihr die Straßenbahn (Linie 8) vom Harras zum Waldfriedhof verlängert. Bis zum Jahr 1910 wurden die ersten 10 Häuser errichtet. Schon damals bürgerte sich aufgrund der sehr schmucken Gebäuden die Bezeichnung Villenkolonie ein, was sich auch in den amtlichen Stadtkarten und Messtischblättern dieser Zeit niederschlug. Es siedelten sich Ingenieure, Beamte, Lehrer, Geheimräte, Fabrikanten und Fabrikdirektoren, Architekten, Ärzte, Opernsänger, Maler und Bildhauer, Schriftsteller und Privatiers an. Der Architekt Franz Böttge prägte das Erscheinungsbild der Siedlung; neben seinem eigenen Wohnhaus (Magnolienweg 2, steht nicht mehr) gestaltete er 10 weitere Häuser, darunter das denkmalgeschützte Anwesen Pfingstrosenstraße 14 des Postkartenverlegers Hans Purger (das Gebäude befindet sich noch heute im Besitz der Familie). Die Baustruktur der Villenkolonie konnte bis heute weitgehend erhalten werden.

### Bekannte Bewohner
(Quelle:)
- Kurt Eisner (* 1867, † 1919), deutscher Politiker, Journalist und Schriftsteller
- Georg Hirschfeld (* 1873, † 1942), deutscher Schriftsteller jüdischer Herkunft
- Franz Böttge, deutscher Architekt
- Fridolin Rebholz, Oberregierungsrat
- Johann Baptist Westermair, Hoflieferant und Musikalienverlag
- Gustav Landauer (* 1870, † 1919), jüdisch-deutscher Schriftsteller, suchte bei Kurt Eisner Zuflucht
- Ludwig Hunger, Fabrikbesitzer und Begründer der Hunger-Siedlung
- Adolf Wentzel, Architekt
- Willy Assmann, Fabrikdirektor
- Alfred Sacher, Schriftsteller
- Joseph Geis, Kammersänger

## Beschreibung

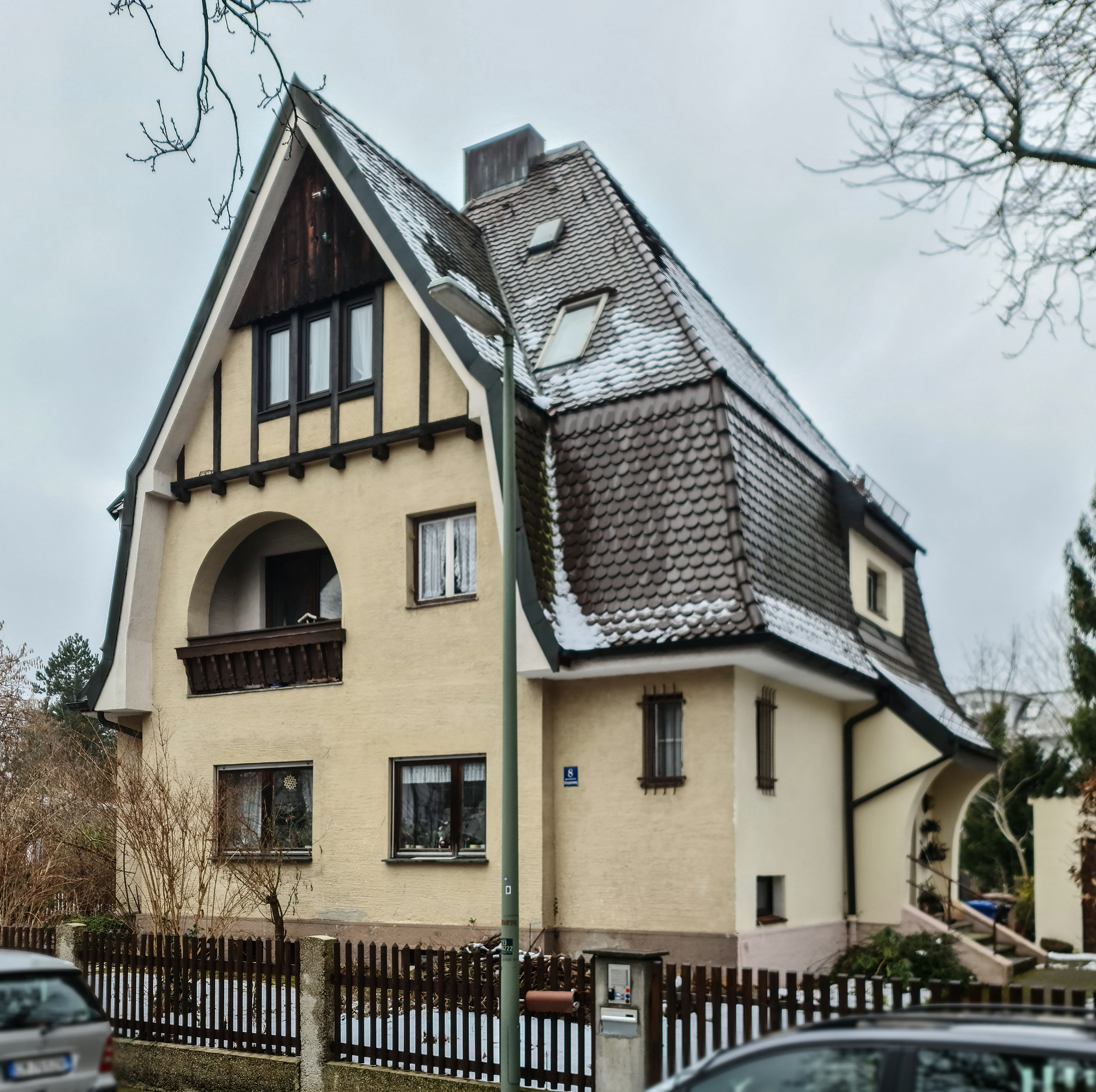
Pelargonienweg 8

Der ursprüngliche Bereich der Villenkolonie wird im Westen durch die Sonnenblumenstraße, im Norden durch die Würmtalstraße, im Süden durch die Pfingstrosenstraße und im Osten durch die Kriegerheimstraße begrenzt. Heute wird auch das Gebiet zwischen der Sonnenblumenstraße und der Platanenstraße hinzugerechnet. Das Viertel wird durch Landhäuser, kleine Villen und sonstige Ein- bis Dreifamilienhäuser, sowie kleinräumig-zweigeschossige Wohnanlagen geprägt. Über die drei Bushaltestellen Kornwegerstraße (Linie 54, 160), Saalburgstraße und Platanenstraße (jeweils Linie 160) ist die Villenkolonie an das öffentliche Verkehrsnetz angebunden.

### Baudenkmäler
- Transformatorenhäuschen Pelargonienweg, neuklassizistisch, mit Ecksäulen und Walmdach, Anfang 20. Jahrhundert; an der platzartigen Kreuzung mit dem Magnolienweg.
- Pelargonienweg 8, Villa zweigeschossiger Mansarddachbau mit hohen Zwerchhausgiebeln und Zierfachwerk, im Heimatstil, von Rudolf Hofmann.
- Pfingstrosenstraße 14, Villa bayerischer Landhausstil, 1907–08 von Franz Böttge.
- Pfingstrosenstraße 16, Villa eingeschossiger Mansardgiebeldachbau mit Balkonerkern, Zwerchhaus und Fachwerkgiebeln, im Heimatstil, von Rudolf Hofmann.
- Schlüsselblumenweg 7, Wohnhaus eingeschossiger Halbwalmdachbau mit Zwerchhaus und Balkonvorbau, im Reformstil, von Franz Böttge, 1907.

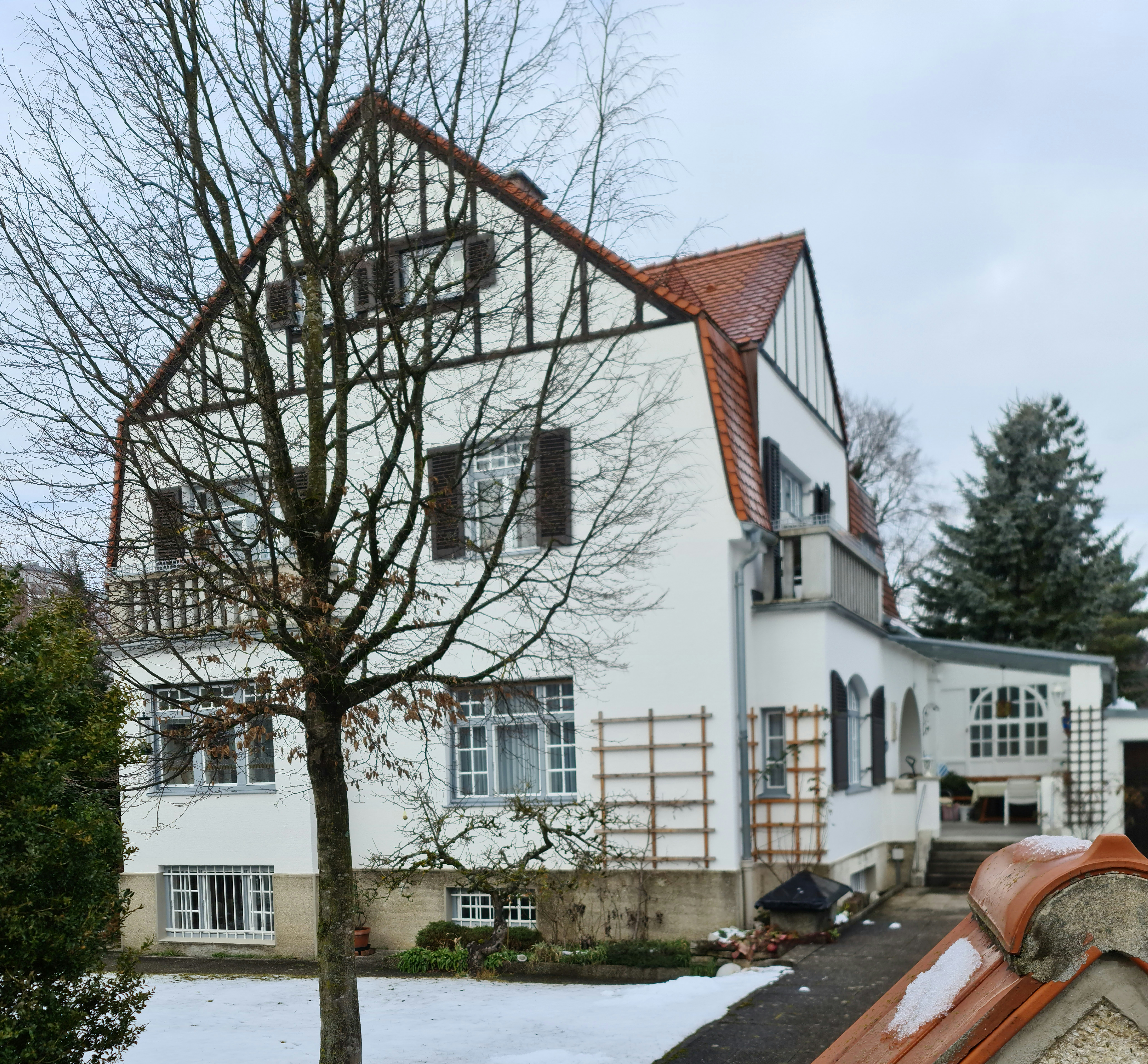
Pfingstrosenstraße 16
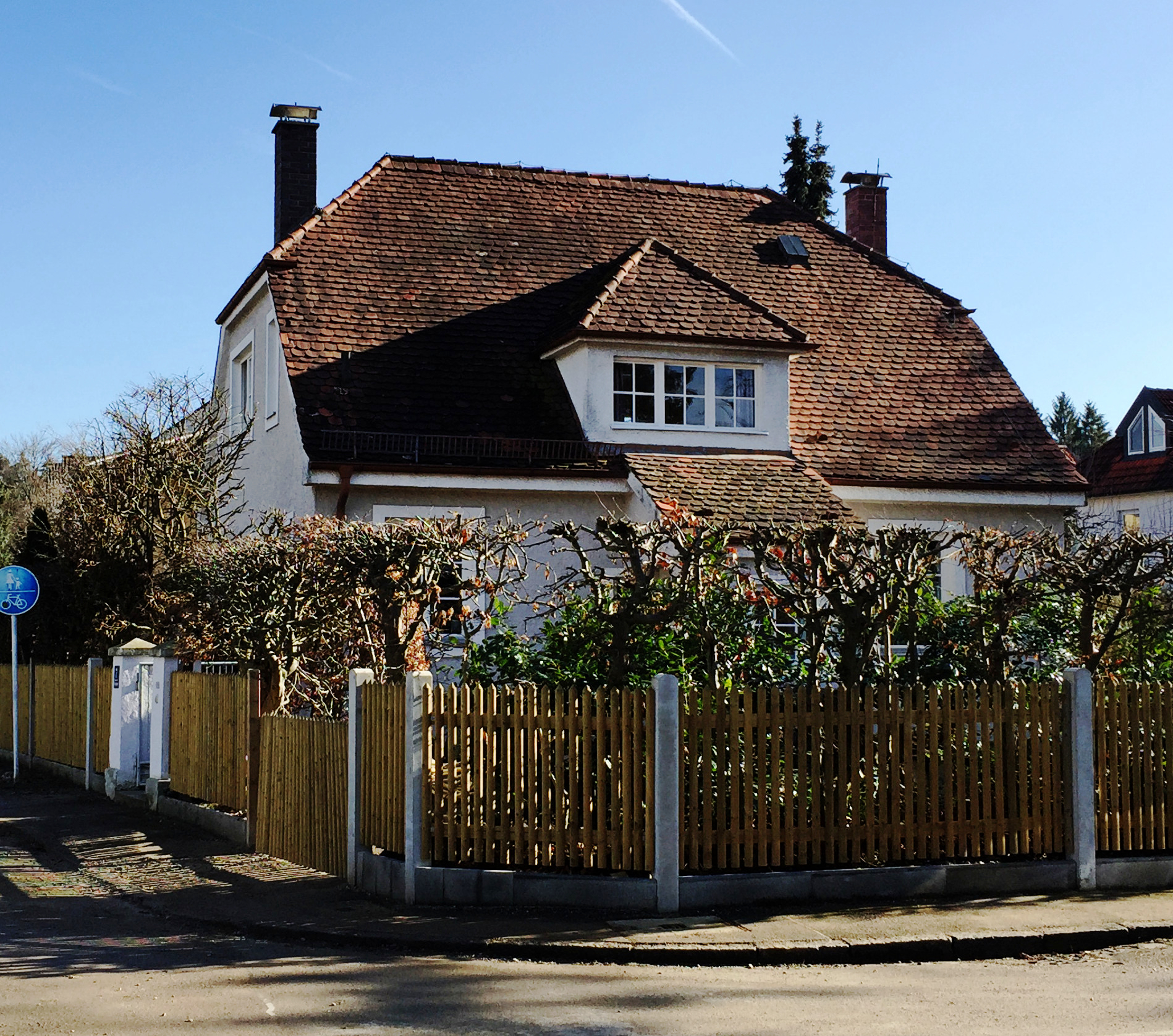
Schlüsselblumenweg 7
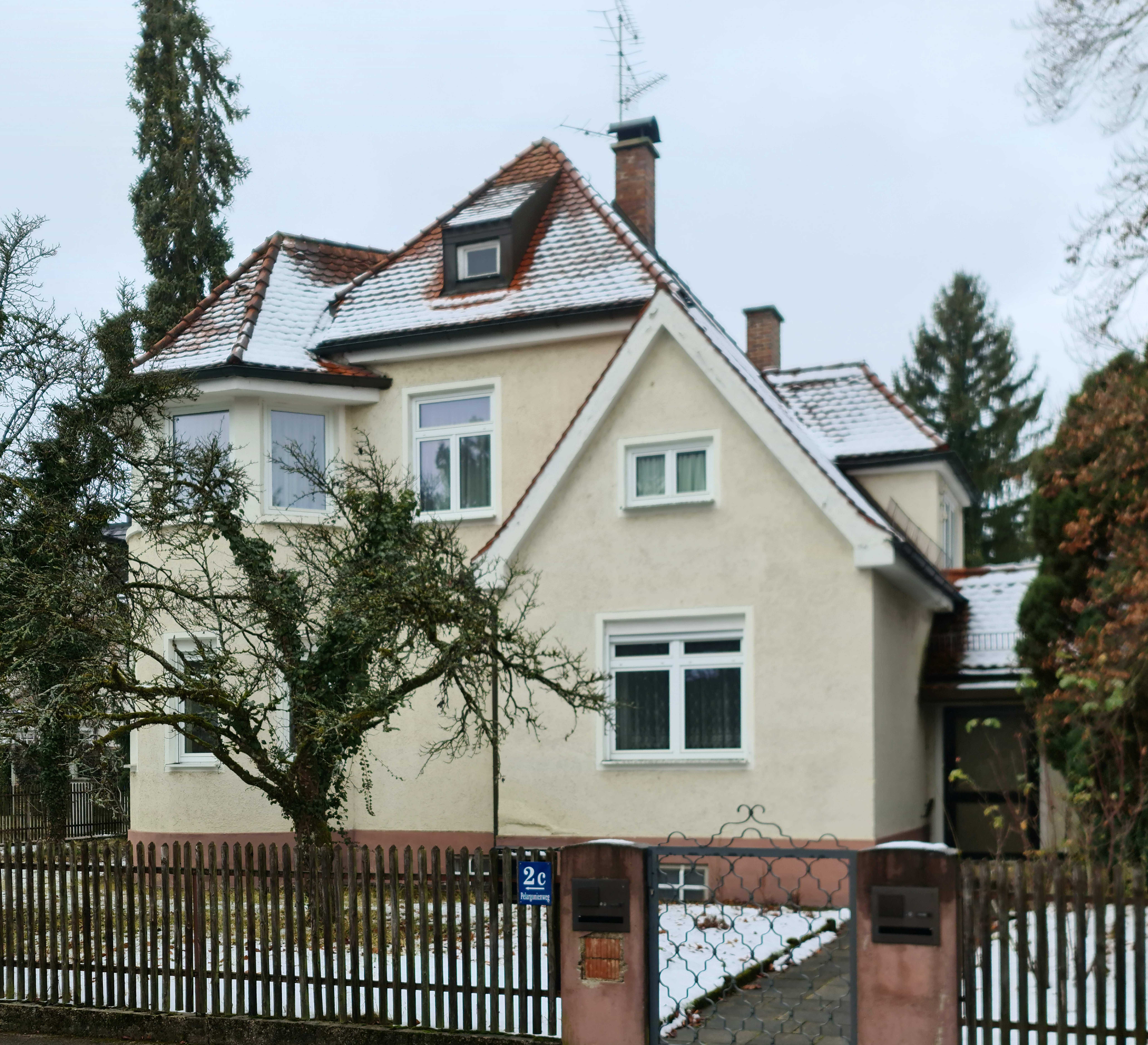
Pelargonienweg 2c (ehemalige Villa Westermair)
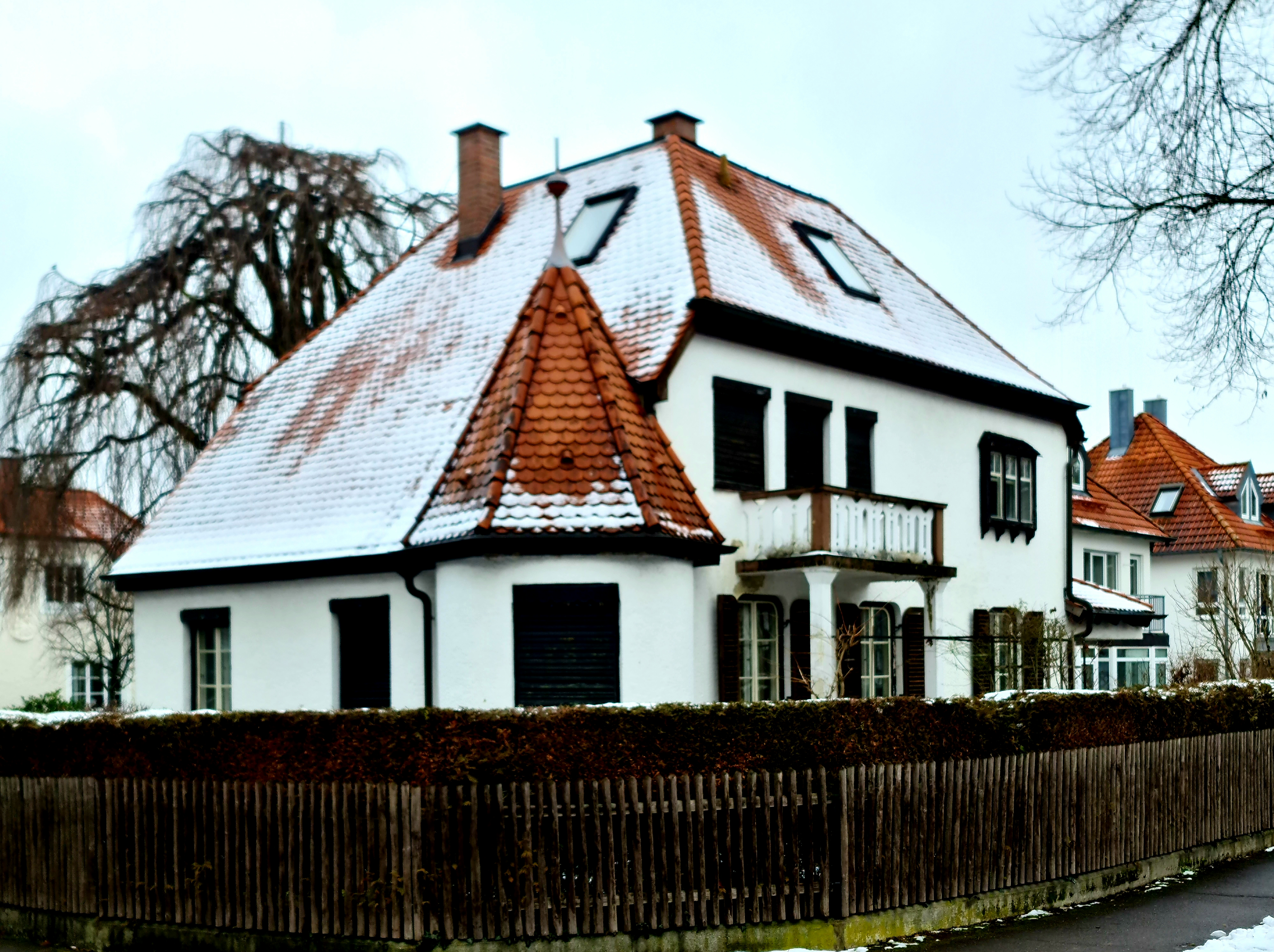
Petunienweg 5
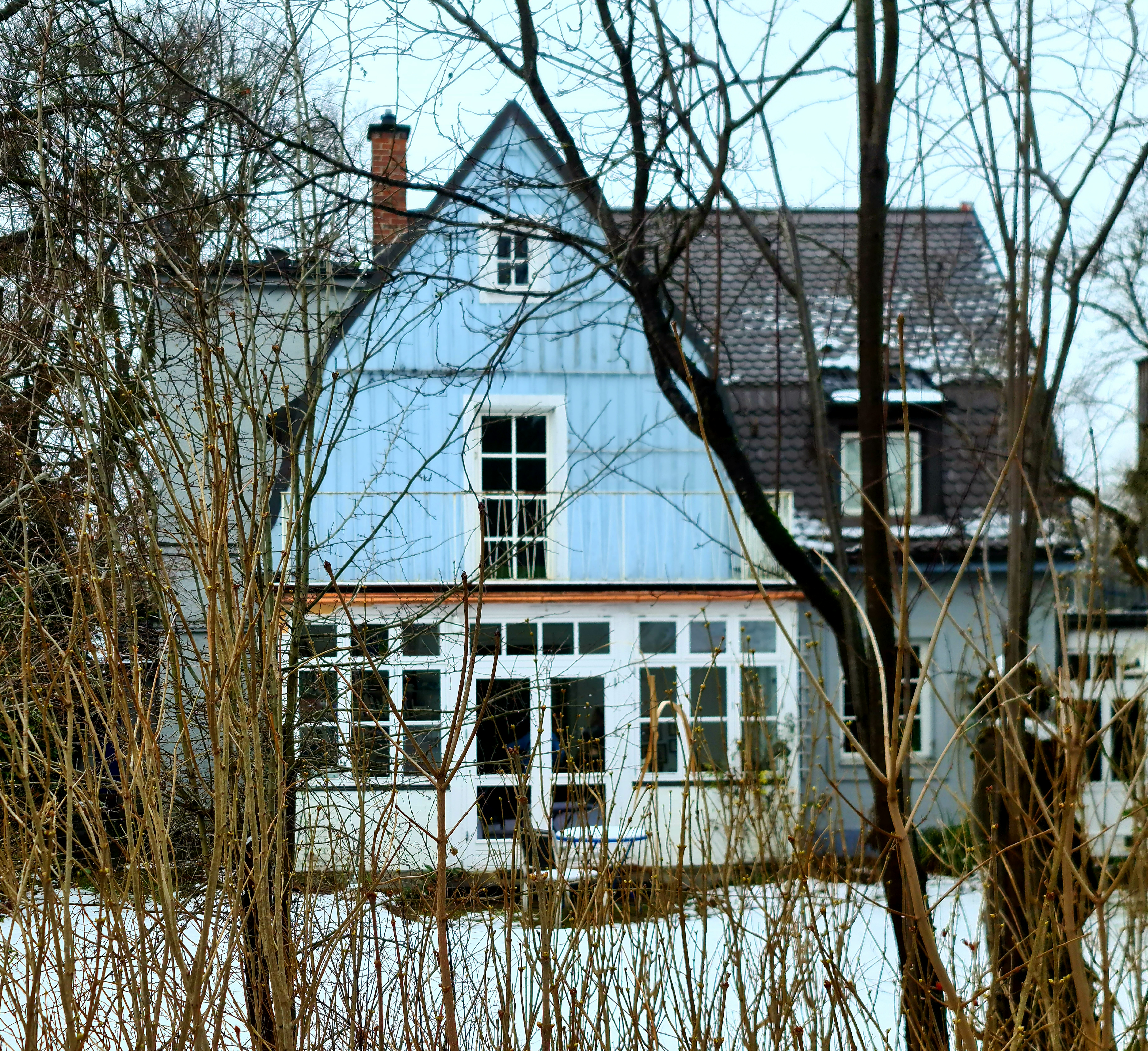
Würmtalstraße 53